# جون إبراهمسين
جون إبراهمسين (بالنرويجية البوكمول: Jon Abrahamsen)‏ هو لاعب كرة قدم نرويجي، ولد في 8 مايو 1951 في بودو في النرويج. شارك مع منتخب النرويج لكرة القدم. أما مع النوادي، فقد لعب مع نادي بودو/غليمت.

## وصلات خارجية
- جون إبراهمسين على موقع اتحاد النرويج (النرويجية)
- جون إبراهمسين على موقع قاعدة بيانات كرة القدم.إي يو (الإنجليزية)
- جون إبراهمسين على موقع ناشيونال فوتبول تيمز (الإنجليزية)